# Noyau supraoptique
Le noyau supraoptique (en anglais : supraoptic nucleus abrégé SON) est un noyau de cellules neurosécrétoires magnocellulaires dans l'hypothalamus du cerveau des mammifères. Le noyau est situé à la base du cerveau, à côté du chiasme optique. Chez l'être humain, il contient environ 3 000 neurones.